# Guerras confederadas irlandesas
As guerras irlandesas confederados, também chamada de Guerra dos Onze Anos (derivado da língua irlandesa nome Cogadh nd Haon-DEAG mBliana), teve lugar na Irlanda entre 1641 e 1653. Foi o teatro irlandês das Guerras dos Três Reinos - uma série de guerras civis nos reinos da Irlanda, Inglaterra e Escócia (todos governados por Carlos I). O conflito na Irlanda essencialmente colocou os nativos irlandeses católicos contra ingleses e escoceses colonos protestantes e seus apoiadores. Foi tanto um conflito religioso e étnico - disputavam quem iria governar a Irlanda, ou se iria ser governada a partir de Inglaterra, a que grupo étnico e religioso passará a deter a maior parte da terra e que a religião mais predominante no país.

## Visão Geral
A guerra na Irlanda começou com a rebelião irlandesa do Ulster em outubro de 1641, durante a qual milhares de escoceses e ingleses colonos protestantes foram mortos. A rebelião se espalhou por todo o país e em Kilkenny, em 1642 a associação da Confederação católicos da Irlanda foi formada para organizar o esforço de guerra irlandesa católica. A Confederação foi, essencialmente, um Estado independente e era uma coalizão de todas as tonalidades de católico irlandês sociedade, tanto Gaélico e Inglês Antigo. Os confederados irlandês professavam a lado com os Realistas ingleses durante a guerra civil que se seguiu, mas a maioria lutou sua própria guerra em defesa da Igreja Católica irlandesa aterrou interesses de classe do.
Os confederados governou grande parte da Irlanda como de facto estado soberano até 1649, e proclamou sua lealdade a Carlos I. a partir de 1641 a 1649, os confederados lutaram contra Scottish Covenanter e exércitos parlamentares ingleses na Irlanda. Os confederados, no contexto da guerra civil na Inglaterra, foram vagamente aliado dos ingleses monarquistas, mas estavam divididos sobre a possibilidade de enviar ajuda militar a eles na Guerra Civil Inglês . Em última análise, eles nunca enviou tropas para a Inglaterra, mas enviou uma expedição para ajudar os realistas escoceses, desencadeando a Guerra Civil escocesa.
As guerras produziu uma série extremamente fraturado de forças na Irlanda. As forças protestantes foram divididos em três facções principais (Inglês Royalist, deputado Inglês e Covenanter escocês) como resultado das guerras civis na Inglaterra e Escócia. Os confederados católica se dividiu em mais de uma ocasião sobre a questão de saber se a sua primeira lealdade era a religião católica ou ao Rei Carlos I (Ver As principais facções na guerra).
As guerras terminaram com a derrota dos confederados. Eles e os seus aliados monárquicos ingleses foram derrotados durante a conquista da Irlanda por Cromwell pelo New Model Army sob Oliver Cromwell, em 1649-53.  As guerras após a revolta de 1641 causou enorme perda de vida na Irlanda, comparáveis na história do país só com a Grande Fome de 1840. O vencedor final, o parlamento Inglês, marcou para o confisco em massa de terras de propriedade de católicos irlandeses como punição pela rebeldia e para pagar a guerra. Embora algumas dessas terras foram devolvido após 1660, sobre a restauração da monarquia na Inglaterra, o período marcou o fim efetivo da classe Católica de idade caiu.

## O início: Outubro de 1641

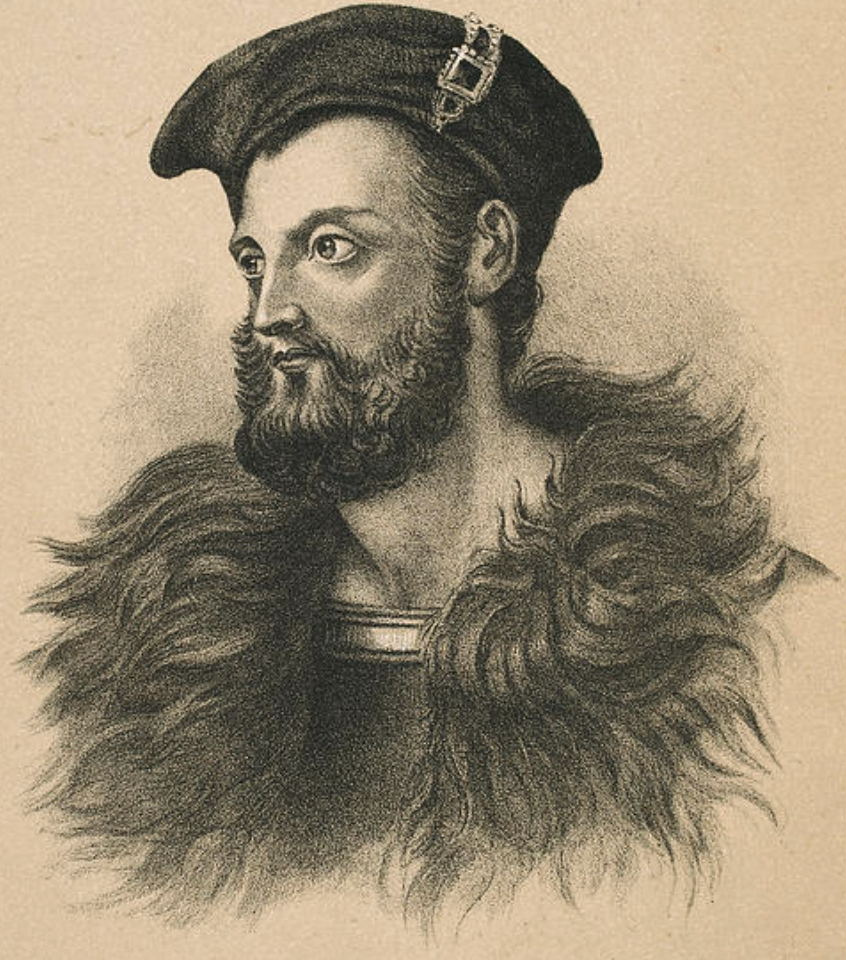
Retrato de Phelim O'Neill.

A rebelião irlandesa de 1641 foi destinada a ser um ataque rápido e sem derramamento de sangue, principalmente do poder na Irlanda por um pequeno grupo de conspiradores liderados por Phelim O'Neill. Pequenos grupos de parentes do plotter e dependentes foram mobilizados em Dublin, Wicklow e Ulster, para tomar edifícios estratégicos como o Castelo de Dublin. Como havia apenas um pequeno número de soldados ingleses estacionados na Irlanda, isso teve uma chance razoável de sucesso. Se o tivesse feito, as guarnições restantes em inglês poderia muito bem ter se rendido, deixando católicos irlandeses em uma posição de força para negociar suas demandas por reformas civis, tolerância religiosa e da Irlanda auto-governo. No entanto, a trama foi traído no último minuto e, como resultado, a rebelião degenerou em violência anárquica. Após o início das hostilidades, o ódio purulenta da população nativa da Irlanda católica para os colonos protestantes explodiu em violência.

## A Rebelião - 1641-1642
De 1641 até o início de 1642, o conflito na Irlanda foi caracterizado por pequenos grupos, criados por senhores locais ou entre as pessoas locais, atacando civis de grupos rivais étnicos e religiosos. No começo, as bandas católicas irlandesas, particularmente de Ulster, aproveitou a oportunidade dada por o colapso da lei e da ordem para ajustar contas com colonos protestantes que haviam ocupado terras irlandês nas plantações da Irlanda . Inicialmente, a nobreza católica irlandesa levantou milícias para tentar conter a violência, mas depois, quando ficou claro que o governo de Dublin para punir todos os católicos para a rebelião participou dos ataques contra os protestantes e lutou Inglês As tropas enviadas para sufocar a rebelião. Em áreas onde colonos britânicos se concentravam, por volta de Cork, Dublin, Carrickfergus e Derry, eles levantaram a sua própria milícia em auto-defesa e conseguiu adiar as forças rebeldes. Todos os lados exibido crueldade extrema nesta fase da guerra. Cerca de 4.000 protestantes foram massacrados e 12.000 ainda pode ter morrido de privação após serem expulsos de suas casas. Em um incidente famoso, os habitantes protestantes de Portadown foram levados cativos e, em seguida, massacrados na ponte na cidade. Os colonos respondeu na mesma moeda, como fez o Governo em Dublin, com os ataques à população civil irlandesa. Massacres de civis católicos ocorreram na Ilha Rathlin e em outros lugares. Os rebeldes do Ulster derrotou uma força governo a Julianstown, mas não conseguiu tomar próxima Drogheda e foram dispersos quando eles avançaram em Dublin.
Ao início de 1642, houve quatro principais concentrações de forças rebeldes; em Ulster sob Phelim O'Neill, no pálido ao redor de Dublin liderados pelo Visconde Gormanstown, no sudeste, liderada pela família Butler - em particular Senhor Mountgarret e no sul oeste, liderada por Donagh MacCarthy, Visconde Muskerry.

## A guerra confederados - 1642-1648

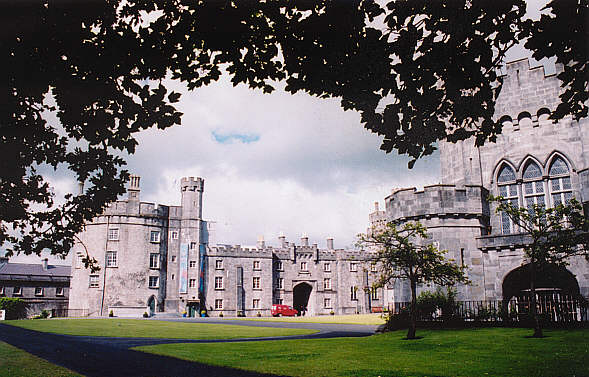
Castelo de Kilkenny, onde o general confederado Assembleia reuniu-se.

O rei Carlos I enviou um grande exército para a Irlanda em 1642 para pôr fim à rebelião, como fizeram os escoceses Covenanters . O exército escocês rapidamente expulsou os rebeldes irlandeses de Ulster ea força Inglês dirigi-los de volta ao redor de Dublin. Em auto-defesa, católicos irlandeses formaram seu próprio governo, a Confederação Católica , com sua capital em Kilkenny e criado seus próprios exércitos. Os confederados também realizou importantes cidades portuárias em Waterford e Wexford através do qual eles poderão receber ajuda de potências católicas da Europa.
Os confederados controlavam dois terços da Irlanda e ordenou a fidelidade da maioria dos católicos irlandeses, com o entusiástico apoio do clero católico. No entanto, seu apoio foi o mais fraco entre as classes superiores católicos, que eram muitas vezes relutantes em desobedecer a autoridade real e que temia perder suas terras se os assentamentos de plantação foram derrubados. Alguns deles lutaram contra a Confederação, enquanto outros, como o Conde de Clanricarde, mantiveram-se neutras.
Para as forças armadas, os confederados tinham à sua disposição apenas as milícias e taxas dos senhores privada, comandada por amadores aristocráticas como Senhor Mountgarret . Estes foram derrotados em uma série de encontros com o Inglês e as tropas escocesas em Liscarroll, Kilrush, Ross Nova e Glenmaquinn.
No entanto, eles foram salvos da derrota pela eclosão da Guerra Civil Inglesa. A maioria das tropas inglesas na Irlanda foram convocados para lutar no Royalist lado na guerra civil.
Em meados de 1642 Carlos assinou os Atos Aventureiros em lei, segundo o qual empréstimos contraídos em Londres, acabaria por ser pago com a venda de terras rebeldes irlandeses. Isso deu um impulso extra para os exércitos confederados para ter sucesso, mas os confederados também aproveitou a posição enfraquecendo Charles na Inglaterra depois de 1643 a tentar negociar com ele.
Os confederados irlandês esfregado as guarnições restantes em seu território, deixando apenas Ulster, Dublin e Cork nas mãos de escoceses e Inglês. Garret Barry, um ex soldado mercenário irlandês, tomou Limerick , em 1642, enquanto os habitantes da cidade de Galway forçou a rendição do Inglês guarnecer lá em 1643. As forças restantes britânicos foram desunidos pelos acontecimentos na Inglaterra. A guarnição de Cork, comandada por Murrough O'Brien, 1 º Conde de Inchiquin , alinhou com o Parlamento Inglês , assim como o exército de colonos protestantes em torno de Derry, enquanto as tropas no leste da Irlanda do litoral, comandada pelo conde de Ormonde , alinhou com o Rei . O escocês Covenanter exército, em torno de Carrickfergus, perseguiu a agenda do Edinburgh governo baseado escocês, aliado com o Parlamento Inglês até 1647.

### Impasse
Isso deu o espaço para respirar confederados que precisava para criar exércitos regulares, em tempo integral. Eles forneceram estes através da criação de um amplo sistema de tributação em todo o país, centralizado em sua capital em Kilkenny . Eles também receberam subsídios modestos de armas e dinheiro a partir de França , Espanha eo Papado . Os exércitos confederados foram comandadas principalmente por profissionais soldados irlandeses como Thomas Preston e Owen Roe O'Neill , que havia servido no exército espanhol na Guerra dos Oitenta Anos e Guerra dos Trinta Anos . No total, os confederados conseguiram colocar cerca de 60.000 homens no campo, em exércitos diferentes no curso da guerra.
Indiscutivelmente, os confederados desperdiçou a oportunidade militar que lhes são apresentados pela Guerra Civil Inglês para re-conquistar e reorganizar toda a Irlanda. Eles assinaram uma trégua com os monarquistas que foi efectiva a partir de 15 de setembro de 1643 (então conhecida como a "cessação"), e passou os próximos três anos nas negociações abortadas com eles. Não foi até 1646 que eles lançaram uma ofensiva decidida nos enclaves protestantes na Irlanda. Entre 1642 e 1646, a guerra na Irlanda foi dominada por ataques e escaramuças . Todos os lados tentaram matar de fome os seus inimigos, queimando as colheitas e estoques em seu território. Esta luta causou grande perda de vidas, principalmente entre a população civil, mas não viu batalhas significativas entre 1643 e 1646. Os confederados montada uma expedição contra os escoceses no Ulster em 1644, mas não conseguiu capturar nenhum território significativo.
No sul do país, os confederados levou algum território em torno de Cork, em 1644-45, por exemplo, a cidade de Bandon [ desambiguação necessário ] , comprimindo o território mantido pela força parlamentar Inglês lá, mas não conseguiu eliminar guarnição do Inchiquin. Seu grande sucesso desse período foi Thomas Preston cerco de Duncannon em janeiro de 1645, que tomou a cidade (na costa sul da Irlanda) de sua guarnição parlamentar. No entanto, uma tentativa de um combinado Munster e Leinster força, comandado pelo Preston e Castlehaven, dar seguimento a este sucesso, sitiando Youghal terminou em fracasso. Youghal foi realizada por uma força parlamentar muito mais forte do Duncannon e problemas de abastecimento e dinheiro fez com que os confederados "cerco quebrou em março de 1645.

### Refugiados
Os primeiros anos da guerra viu amplo deslocamento de civis - ambos os lados praticam o que hoje seria chamado de limpeza étnica . Na fase inicial da rebelião em 1641, a população de colonos vulneráveis protestantes fugiram para cidades muradas, como Dublin , Cork e Derry para proteção. Outros fugiram para a Inglaterra. Quando Ulster foi ocupado por tropas Covenanter escoceses em 1642, eles revidaram aos ataques contra colonos por ataques à população civil católica irlandesa. Como resultado, estima-se que até 30.000 pessoas fugiram de Ulster em 1642, a viver em território confederado realizada. Muitos deles tornaram-se seguidores de acampamento de Owen Roe O'Neill Exército Ulster 's, vivendo em clã baseados em agrupamentos chamados " creaghts "e dirigindo seus rebanhos de gado por aí com o exército. Fora do Ulster, o tratamento de civis foi menos severa, embora o "não-mans-land" entre confederado e território britânico realizado em Leinster e Munster foi repetidamente invadida e queimada, com o resultado que ele também se tornou de-povoada.

### Vitória e derrota para os confederados

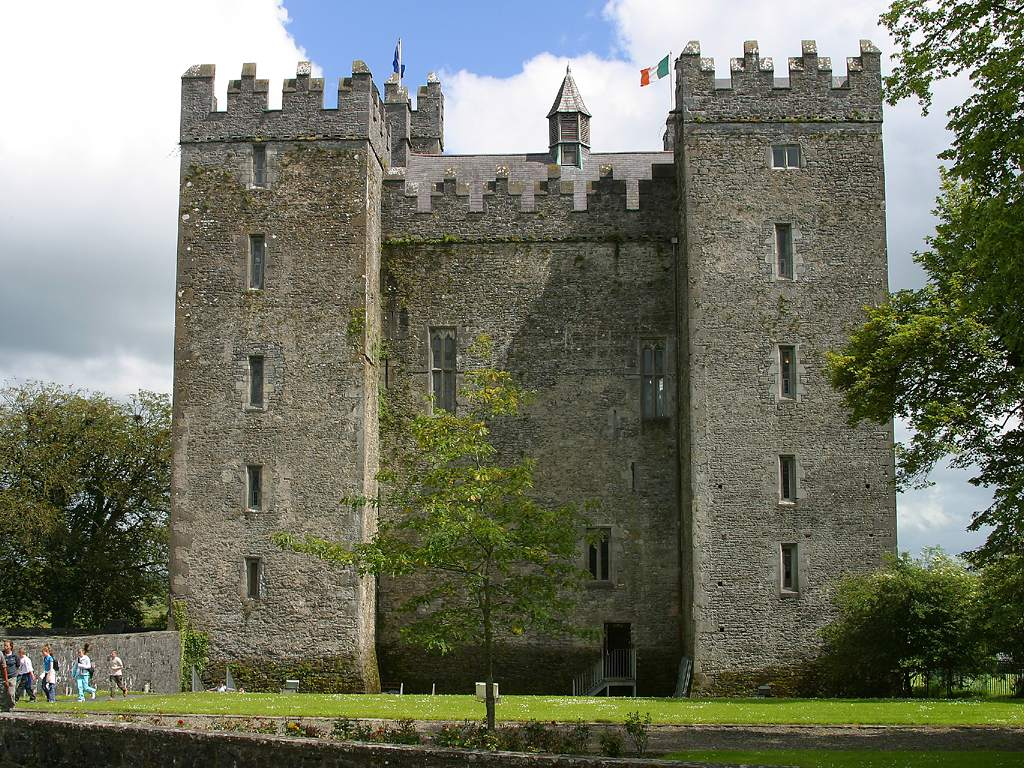
Bunratty Castle, sitiada e tomada pelos confederados irlandês a partir de uma força parlamentar Inglesa em 1646. Uma de uma série de vitórias confederadas nesse ano.

Bunratty Castle, sitiada e tomada pelos confederados irlandês a partir de uma força parlamentar Inglês em 1646. Uma de uma série de vitórias confederadas nesse ano
No entanto, este impasse foi quebrado em 1646, com o fim da primeira Guerra Civil Inglesa. Os confederados abandonou as negociações com os monarquistas derrotados e tentou voltar a tomar toda a Irlanda antes do Parlamento Inglês poderia lançar uma invasão do país. Eles foram reforçados com a chegada na Irlanda do Núncio Apostólico , Rinuccini , que trouxe consigo grandes quantidades de dinheiro e armas. Eles conseguiram capturar um parlamentar fortaleza em Bunratty castelo em Clare e esmagar o exército Covenanter escocês na batalha de Benburb e também levar Sligo cidade. No final do ano, os exércitos do Ulster e Leinster Confederate sob Owen Roe O'Neill e Thomas Preston (um total de 18.000 homens) sitiou Dublin , tentando tomar a cidade fora da guarnição Royalist Ormonde. No entanto Ormonde tinha devastado a terra ao redor da capital e os confederados, incapaz de suprir as suas tropas, tinha que levantar o cerco. Em retrospectiva, essa foi a maré alta para os confederados irlandesa. Ormonde, que disse que "preferia rebeldes inglês para os irlandeses", deixou Dublin e entregou-a a um exército parlamentar sob enviado da Inglaterra Michael Jones . Reforços parlamentares adicionais foram enviados para Cork, no sul da Irlanda.
Em 1647, essas forças parlamentares infligiu uma série de quebra de derrotas no confederados, em última análise, forçando-os a participar de uma coalizão monarquista para tentar adiar a invasão parlamentar. Em primeiro lugar, em agosto de 1647, Leinster Thomas Preston exército foi aniquilado na batalha de Monte Dungans pelo exército Jones parlamentar quando tentaram marchar em Dublin. Este foi o melhor treinado e melhor equipado exército confederado ea perda de sua mão de obra e equipamentos foi um rude golpe para a Confederação. Em segundo lugar, os parlamentares com base em Cork devastou os confederados "território em Munster, provocando fome entre a população civil. Em setembro, eles invadiram Cashel , não só tomar a cidade, mas também massacrar sua guarnição e habitantes, incluindo vários clérigos católicos. Quando o irlandês Munster exército trouxe a batalha em Knocknanauss em novembro, eles também foram esmagados. Sligo também mudou de mãos novamente - capturado pelos colonos britânicos Ulster "do exército. As batalhas nessa fase da guerra foram excepcionalmente sangrenta: nas batalhas de 1646-47, os perdedores tiveram até a metade das pessoas envolvidas mortos - mais comumente na derrota após a batalha foi decidido. Nas três maiores compromissos de 1647, nada menos do que 1% da população masculina da Irlanda (em torno de 7-8,000 homens) foram mortos em batalha.
Essa seqüência de derrotas forçado os confederados para chegar a um acordo com os monarquistas, e colocar as suas tropas sob seu comando. Em meio a combates entre facções dentro de suas fileiras sobre este negócio, os confederados dissolvido sua associação em 1648 e aceito Ormonde como comandante-em-chefe da coalizão monarquista na Irlanda. Inchiquin, o comandante parlamentar em Cork, também desertou para os monarquistas após a prisão do rei Carlos I.
Os confederados foram fatalmente divididos sobre este compromisso. Rinuccini, o Núncio Apostólico, ameaçou excomungar todos os que aceitaram o acordo. Particularmente irritante para ele era a aliança com Inchiquin, que havia massacrado civis e clérigos católicos em Munster em 1647. Havia até mesmo um breve período de guerra civil em 1648 entre Owen Roe O'Neill e os exércitos de Ulster, como ele se recusou a aceitar a aliança realista, ea coalizão monarquista-confederado novo. O'Neill esqueceu de garantir um abastecimento adequado e foi incapaz de forçar uma mudança na política em seus antigos camaradas. Durante esse período de divisão os confederados perderam uma segunda oportunidade estratégica para reorganizar, enquanto seus adversários estavam envolvidos na Segunda Guerra Civil Inglesa (1648-1649), que foi perdida por seus aliados monarquistas.

### A Conquista Cromwelliana

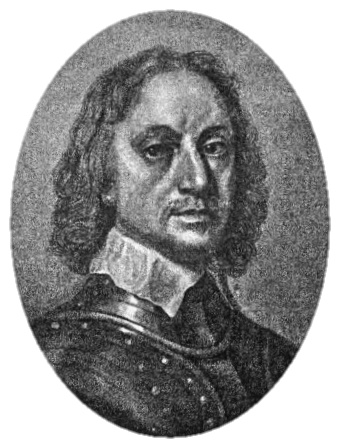
Oliver Cromwell, que desembarcou na Irlanda em 1649 para voltar a conquistar o país em nome do Parlamento Inglês. Ele saiu em 1650, tendo tomado leste e sul da Irlanda - passando seu comando a Henry Ireton.

Sua primeira ação foi para garantir a costa leste da Irlanda para o fornecimento de homens e de logística da Inglaterra. Para este fim, ele tomou Drogheda e Wexford, perpetrando massacres dos defensores de ambas as cidades. Ele também enviou uma força para o norte para a ligação com o exército de colonos britânicos lá. Esses colonos que apoiaram os escoceses e monarquistas foram derrotados pelos parlamentares na batalha de Lisnagarvey .
Ormonde signally não conseguiu montar uma defesa militar do sul da Irlanda. Ele baseou suas defesas em cidades muradas, que Cromwell sistematicamente tomado um após o outro com sua ampla oferta de artilharia. Contudo, os exércitos de campo irlandeses e realista não possuía qualquer linha estratégica de defesa e, em vez foram desmoralizados por um fluxo constante de derrotas e retiradas. Só no cerco de Clonmel que Cromwell sofrer baixas significativas (embora a doença também teve um efeito muito pesado sobre os seus homens). No entanto, suas perdas foram feitas boa pela deserção da guarnição Royalist de Cork, que tinha sido Parlamentares até 1648, volta para o lado do Parlamento. Cromwell retornou à Inglaterra em 1650, passando o seu comando a Henry Ireton.
No norte, o exército parlamentar / colono conheceu o irlandês Ulster exército na batalha de Scarrifholis ea destruiu. Ormonde foi desacreditada e fugiu para a França, para ser substituído por Ulick Burke, Earl Clanricarde. Por 1651, as forças restantes monárquicos / irlandeses foram encurralados em uma área a oeste do rio Shannon , mantendo apenas as cidades fortificadas de Limerick e Galway e um enclave em County Kerry, sob Donagh MacCarthy, Visconde Muskerry . Ireton sitiada Limerick , enquanto o exército parlamentar norte sob Charles Coote sitiada Galway. Muskerry fez uma tentativa de aliviar a Limerick, marchando para o norte de Kerry, mas foi derrotado por Roger Boyle na batalha de Knocknaclashy. Limerick e Galway foram muito bem defendida para ser tomada de assalto, mas foram bloqueados até que a fome ea doença obrigou-os a render-se, em 1651 Limerick, Galway em 1652. Waterford e Duncannon também se rendeu em 1651.

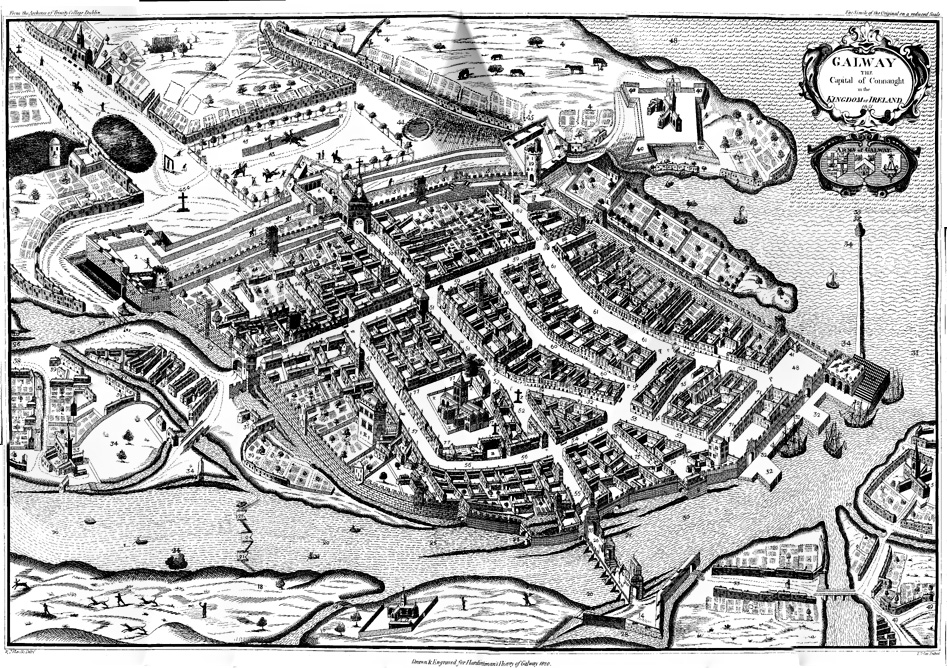
A cidade fortificada de Galway em 1651. Foi o último reduto irlandês a cair para os parlamentares, entregando-se em 1652.

### Guerra de Guerrilha
Este foi o fim da resistência irlandesa organizada, mas porque as condições de rendição de Cromwell eram tão duras, muitas pequenas unidades de tropas irlandesas lutaram como guerrilheiros , ou " Tories ", como eram chamados na época. Os conservadores, que geralmente eram ex-soldados confederados, operado a partir de áreas selvagens como a Montanhas Wicklow , atacando os grupos vulneráveis de soldados parlamentares e saqueando seus fornecimentos. Em resposta, os deputados expulsos pela força as populações civis de áreas que haviam ajudado os Tories e queimou as suas culturas. O resultado dessa luta foi a fome em todo o país, que foi agravada por um surto de peste bubônica . Os últimos organizados tropas irlandesas se rendeu em Cavan , em abril de 1653, quando o Cromwellians concordou em deixá-los ser transportado para servir no exército francês - o Inglês Royalist Tribunal estava em exílio na França. No entanto, os soldados capturados nesta fase da guerra foram executados ou transportados para colônias penais no Índias Ocidentais . Mesmo após a rendição formal, a Irlanda foi confrontado com a violência em pequena escala para o restante da década de 1650.

## O Custo
O número de mortos do conflito era enorme. William Petty, um Cromwell, que realizou a primeira terra científica e demográfica levantamento da Irlanda na década de 1650 (a Pesquisa de Down), concluiu que pelo menos 400.000 pessoas e talvez tantos como 620.000 morreram na Irlanda entre 1641 e 1653. O verdadeiro número pode ser menor, mas o mais baixo sugerido é de cerca de 200.000. E isto num país de apenas cerca de 1,5 milhões de habitantes. Estima-se que cerca de dois terços das mortes eram civis. A derrota irlandês levou ao confisco em massa de terras de propriedade Católica ea dominação Inglês protestante da Irlanda por mais de dois séculos.
As guerras, especialmente a conquista de Cromwell, foram por muito tempo lembrado na cultura irlandesa. gaélico poesia da era pós-guerra, lamenta a falta de unidade entre os católicos irlandeses na Confederação e sua luta interna constante, o que foi culpado por seu fracasso em resistir Cromwell. Outros temas comuns incluem o luto do velho católica irlandesa aterrou classes, que foram destruídas nas guerras ea crueldade das forças parlamentares.

### Anexo: alianças Shifting
O irlandês Confederate guerras foi um conflito complexo em que nada menos que quatro grandes exércitos combateram na Irlanda. Estas eram: os monarquistas leais ao rei Carlos, o escocês Covenanters (enviada em Ulster em 1642 para proteger os plantadores de protestantes depois dos massacres que marcaram a rebelião irlandesa de 1641 na região), o deputado do exército e do irlandês do Exército Confederado mais, a quem dos habitantes da Irlanda deu sua fidelidade. Durante as guerras, todas essas forças entraram em conflito em uma fase ou outra. Para aumentar a confusão, uma breve guerra civil foi travada entre facções irlandesas confederadas em 1648.
Os monarquistas sob Ormonde estavam em conflito com forças católicas irlandesas entre 1641 atrasado para 1643. Sua principal enclave estava em Dublin. Um cessar-fogo durou de 1643 até 1646, quando os confederados novamente entrou em conflito com eles. Depois de mais de 1648 os confederados e os escoceses se juntou a uma aliança com os monarquistas, essa força era para enfrentar o exército de Cromwell em 1649. Manuseio Ormonde de defesa da Irlanda foi, porém, em vez inepto para que em meados 1650, a defesa da Irlanda foi conduzido por irlandeses líderes confederados.
Os confederados irlandês: Formada em outubro de 1642, a Confederação de Kilkenny foi inicialmente um movimento rebelde católico irlandês, lutando contra as tropas inglesas enviadas para sufocar a rebelião, mas eles insistiram que eles estavam em guerra com os conselheiros do rei e não com o próprio Charles. Eles também tiveram que lutar contra o exército escocês no Ulster. De 1642 a 1649, os confederados controlava a maior parte da Irlanda, com excepção para o leste e oeste do Ulster, Cork e Dublin. A cessação foi combinado com os monarquistas em 1643 após a eclosão da guerra civil na Inglaterra e as negociações começaram a trazer os confederados para o conflito Inglês no lado realista. Depois de uma facção fortemente católica surgiu em 1646, que se opunha a assinatura de um tratado de paz que não reconhecem a posição da Igreja Católica ou de retorno terra confiscada na católica, os confederados, mais uma vez entraram em choque com os monarquistas, que abandonaram a maioria de suas posições na Irlanda do Parlamentares durante 1646. No entanto, após novas negociações, uma aliança foi organizado entre os monarquistas e confederados em 1648. Alguns confederados (nomeadamente o exército Ulster) foram, contudo, contrário ao tratado de iniciar uma breve guerra civil, católico irlandês em que o exército Ulster foi apoiada pelo Parlamento Inglês.
Os Covenanters escoceses chegou na Irlanda em 1642 cedo para acabar com a revolta e, assim, proteger as vidas ea propriedade dos colonos protestantes no Ulster. Eles mantiveram a maior parte oriental Ulster para a duração da guerra, mas foram bastante enfraquecida pela sua derrota pelos confederados na batalha de Benburb em 1646. Eles lutaram os Confederados (com o apoio do Parlamento Inglês) desde a sua chegada no Ulster em 1642 até 1648. Depois de o Parlamento Inglês e da aliança da Covenanters escocês quebrou, as forças escocesas em Ulster juntou os confederados e monarquistas em uma aliança contra seus antigos aliados em 1649.
O Exército parlamentar ganhou uma posição importante na Irlanda pela primeira vez em 1644, quando baseada em Cork Inchiquin da força protestante liderada desentendeu com os realistas sobre o cessar-fogo com os confederados. As forças de colonos protestantes no noroeste da Irlanda, conhecida como o Exército Lagan (ou Lagan Force), também veio para os parlamentares depois de 1644, considerando-los a ser o mais confiável anti-católica das forças inglesas. Dublin também caiu nas mãos dos parlamentares em 1646, quando o Royalists entregou-o para uma força expedicionária Inglês parlamentar depois que a cidade foi ameaçado por exércitos confederados. Em 1648 os deputados deram apoio ao brevemente Ulster Owen Roe O'Neill após a sua queda para fora com os confederados: Assim, os extremos católicos e puritanos forças eram aliados por conveniência mútua. O exército  Católica de Ulster entretanto juntou-se à aliança confederada-realista após o choque de invasão de Cromwell, em agosto de 1649. A força mais potente parlamentar foi o New Model Army, que começou a conquistar a Irlanda nos próximos quatro anos e fazer cumprir as Aventureiros Lei através da conquista e venda de terras da Irlanda para pagar seus financiadores.